# Hermann Strobach
Hermann Strobach (* 1. März 1925 in Groß Schönau; † 9. August 2018) war ein deutscher Germanist und Volkskundler, der sich um die Erforschung des Volksmusikgutes verdient gemacht hat.
Hermann Strobach machte nach Höherer Handelsschule 1942 bis 1943 eine Sparkassenlehre und wurde dann zum Kriegsdienst eingezogen. Noch 1945 wurde er aus sowjetischer Kriegsgefangenschaft entlassen. 1946 machte Strobach eine Neulehrerausbildung und arbeitete bis 1948 als Neulehrer. 1948/49 besuchte er die Fachschule für Wirtschaft und Verwaltung in Sebnitz und legte dort 1949 das Abitur ab. Daran anschließend begann er ein Studium der Germanistik, Geschichte und Philosophie an der Universität Leipzig. Er legte 1954 das Staatsexamen in Germanistik ab und war anschließend bis 1956 Redakteur beim Volk und Wissen Verlag in Berlin. Im Anschluss daran wurde Strobach Wissenschaftlicher Assistent am Institut für Deutsche Volkskunde der Deutschen Akademie der Wissenschaften, der späteren Akademie der Wissenschaften der DDR. Die Promotion erfolgte 1961 bei Wolfgang Steinitz, Gerhard Scholz und Waltraut Woeller mit einer Arbeit zum Thema Bauernklagen. Untersuchungen zum sozialkritischen deutschen Volkslied. 1971 wurde er zum Leiter der Abteilung Feudalismus des Wissenschaftsbereiches Kulturgeschichte/Volkskunde am Zentralinstitut für Geschichte der Akademie der Wissenschaften der DDR. In dieser Funktion verblieb er bis zu seiner Promotion B zum Thema Zur Geschichte und Theorie der deutschen Volksdichtung, insbesondere des Volksliedes. Studien im Jahr 1978. Gutachter waren Helmut Bock, Ingeborg Spiewald und erneut Waltraud Woeller. Daneben war er Lehrbeauftragter an der Humboldt-Universität zu Berlin. 1978 wurde Strobach zum Leiter des Wissenschaftsbereiches Kulturgeschichte/Volkskunde berufen. Im September 1983 wurde Strobach Professor an der Akademie, 1990 wurde er emeritiert.
Strobach war seit 1961 Redaktionsmitglied beziehungsweise Herausgeber des Jahrbuchs für Volkskunde und Kulturgeschichte.

## Schriften
- Bauernklagen. Untersuchungen zum sozialkritischen deutschen Volkslied. Akademie, Berlin 1964 (Veröffentlichungen des Instituts für Deutsche Volkskunde, Band 33)
- Der arm man 1525. Volkskundliche Studien (Hrsg.). Akademie, Berlin 1975 (Veröffentlichungen zur Volkskunde und Kulturgeschichte, Band 59)
- Deutsches Volkslied in Geschichte und Gegenwart. Akademie, Berlin 1980
- Geschichte der deutschen Volksdichtung (Hrsg.). Akademie, Berlin 1981
- Droben auf jenem Berge. Balladen, Liebeslieder, Berufs- und Ständelieder (Hrsg.). Hinstorff, Rostock 1984 (Deutsche Volkslieder, Band 1)
- Schürtz dich Gretlein. Arbeitslieder, Brauchtums-, Trink-, Tanz-, Scherz- und Spottlieder, Rätsel- u. Wettstreitlieder (Hrsg.). Hinstorff, Rostock 1987 (Deutsche Volkslieder, Band 2)
- Das große Handbuch der Volkslieder (Hrsg.). Weltbild, Augsburg 2002, ISBN 978-3-8289-2421-5